# Bevilacqua
Bevilacqua és un comune (municipi) de la província de Verona, a la regió italiana del Vèneto.
A 1 de gener de 2020 la seva població era de 1.714 habitants.
Bevilacqua limita amb els següents municipis: Boschi Sant'Anna, Minerbe, Montagnana, Urbana i Terrazzo.